# De Havilland DH.83 Fox Moth
Die De Havilland DH.83 Fox Moth (deutsch Brombeerspinner) wurde als leichtes Transportflugzeug mit guten Flugleistungen und geringen Betriebskosten aus der De Havilland Tiger Moth entwickelt.
Der Konstrukteur A.E. Hagg entwickelte 1932 die Fox Moth, indem er das Flugwerk der Tiger Moth mit einem neuen erweiterten Rumpf kombinierte. Die Tragflächen, das Leitwerk, Fahrwerk und die Motoraufhängungen der Tiger Moth blieben unverändert, aber der Sperrholz-Rumpf bekam zwischen Motor und Cockpit eine geschlossene Kabine für vier Personen. Der Erstflug fand 1932 in Stag Lane statt. Im Prototyp war ein de Havilland Gipsy III mit 120 PS eingebaut. Es wurden auch Erprobungen mit Schwimmern und Skiern, in Zusammenarbeit mit Canadian Airways, in Kanada durchgeführt.
Viele Maschinen wurden nach Kanada und Australien geliefert, manche davon auch mit geschlossener Pilotenkanzel.
Nach dem Zweiten Weltkrieg produzierte de Havilland Canada noch über 50 Exemplare als DH.83C (Canada). Dabei bekamen die Maschinen Höhenruder und Trimmklappen. Das Cockpit wurde serienmäßig mit Plexiglasdach ausgeliefert. Als Triebwerk kam der Gipsy Major 1C mit einer Maximalleistung von 145 PS zum Einsatz.

## Militärische Nutzer
- Australien

Royal Australian Air Force
- Brasilien

Brasilianische Luftwaffe
Brasilianische Marine
- Jugoslawien:

Königlich Jugoslawische Luftwaffe
- Kanada

Royal Canadian Air Force
- Neuseeland

Royal New Zealand Air Force
- Spanien

Spanische Luftwaffe
- Südafrikanische Union

South African Air Force

## Technische Daten

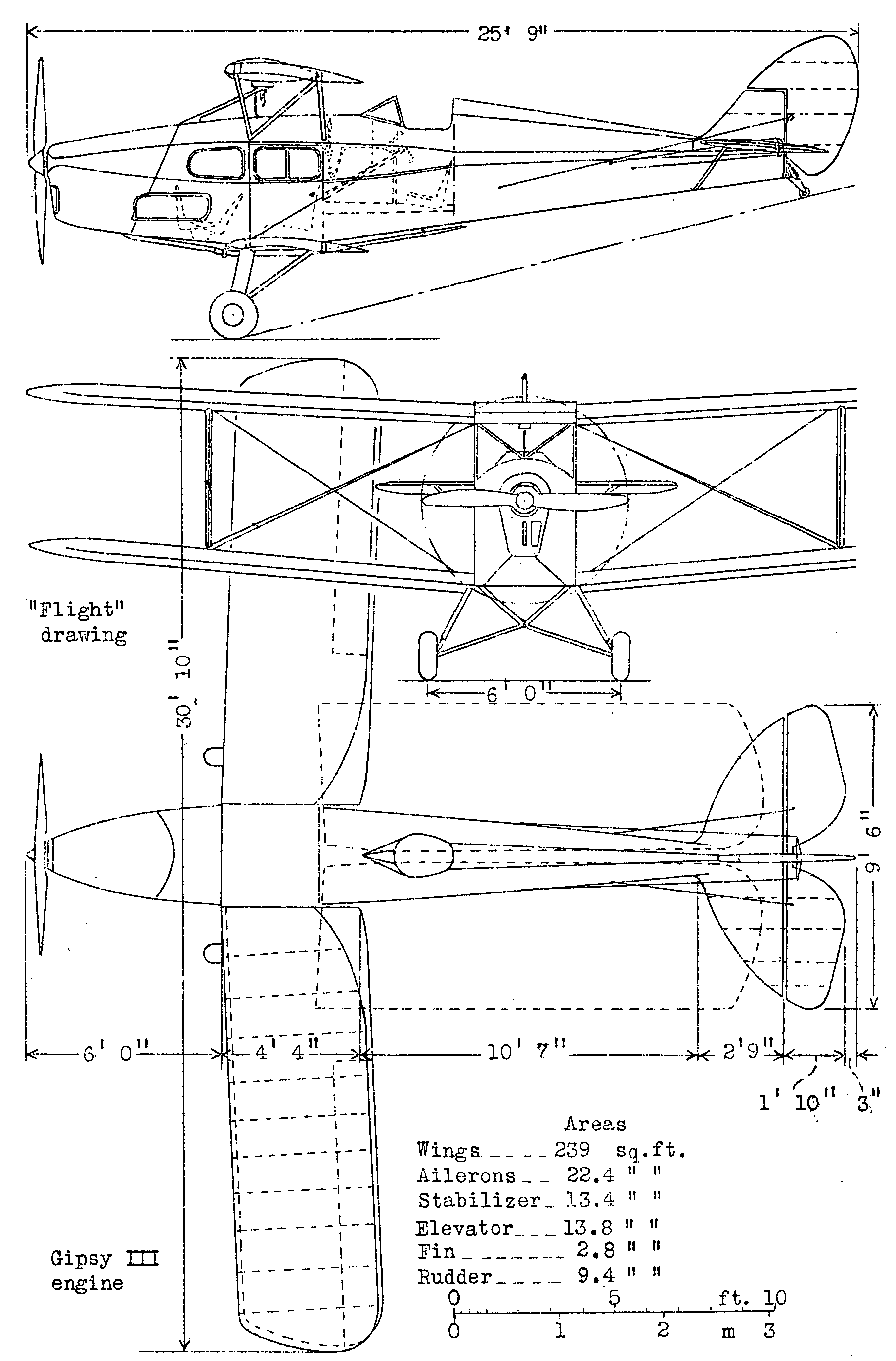
Dreiseitenansicht DH.83

| Kenngröße             | Daten                                                                    |
| --------------------- | ------------------------------------------------------------------------ |
| Besatzung             | 1                                                                        |
| Passagiere            | 3–4                                                                      |
| Länge                 | 7,85 m                                                                   |
| Spannweite            | 9,41 m                                                                   |
| Höhe                  | 2,68 m                                                                   |
| Flügelfläche          | 24,25 m²                                                                 |
| Leermasse             | 499 kg                                                                   |
| Startmasse            | 939 kg                                                                   |
| Reisegeschwindigkeit  | 154 km/h                                                                 |
| Höchstgeschwindigkeit | 182 km/h                                                                 |
| Dienstgipfelhöhe      | 3870 m                                                                   |
| Reichweite            | 579 km                                                                   |
| Triebwerke            | ein Vierzylinder-Reihenmotor de Havilland Gipsy Major mit 130 PS (96 kW) |